# Śląsko
Śląsko – wieś sołecka w Polsce, położona w województwie mazowieckim, w powiecie lipskim, w gminie Lipsko, przy drodze krajowej nr 79.
| SIMC    | Nazwa   | Rodzaj    |
| ------- | ------- | --------- |
| 0628394 | Krzywda | część wsi |

W latach 1975–1998 miejscowość administracyjnie należała do województwa radomskiego.
Wierni Kościoła rzymskokatolickiego należą do parafii Świętej Trójcy w Lipsku.